# هيرمان س. والاس
هيرمان س. والاس (بالإنجليزية: Herman C. Wallace)‏ هو عسكري أمريكي، ولد في 12 يونيو 1924 في مارلو في الولايات المتحدة، وتوفي في 27 فبراير 1945 في Prümzurlay ‏ في ألمانيا.